# 227 Филозофија
227 Филозофија (лат. 227 Philosophia) је астероид главног астероидног појаса са пречником од приближно 87,31 km.
Афел астероида је на удаљености од 3,773 астрономских јединица (АЈ) од Сунца, а перихел на 2,528 АЈ.
Ексцентрицитет орбите износи 0,197, инклинација (нагиб) орбите у односу на раван еклиптике 9,146 степени, а орбитални период износи 2043,176 дана (5,593 година).
Апсолутна магнитуда астероида је 8,70 а геометријски албедо 0,076.
Астероид је откривен 12. августа 1882. године.